# Imeria levifrons
Imeria levifrons là một loài tò vò trong họ Ichneumonidae.